# Surf Scene on the Pacific
Surf Scene on the Pacific è un cortometraggio muto del 1904 diretto da Harry H. Buckwalter.

## Trama
Le acque agitate dell'Oceano Pacifico, coi flutti che di frangono sulla spiaggia, schiumando in mezzo alle rocce.

## Produzione
Il film fu prodotto dalla Selig Polyscope Company. Le riprese furono girate sull'Oceano Pacifico.

## Distribuzione
Distribuito dalla Selig Polyscope Company, il film - un cortometraggio di 21,34 metri - uscì nelle sale cinematografiche statunitensi nel 1904.